# De gröna unga och studerandenas förbund
De gröna unga och studerandenas förbund (på finska Vihreiden nuorten ja opiskelijoiden liitto) är ungdomsförbund och studentförbund för det finländska politiska partiet De Gröna. Organisationen har enligt egen uppgift cirka 1 430 medlemmar år 2011. Ordförandena för 2024 är Selinä Nera och Miro Ilvonen.